# G4S

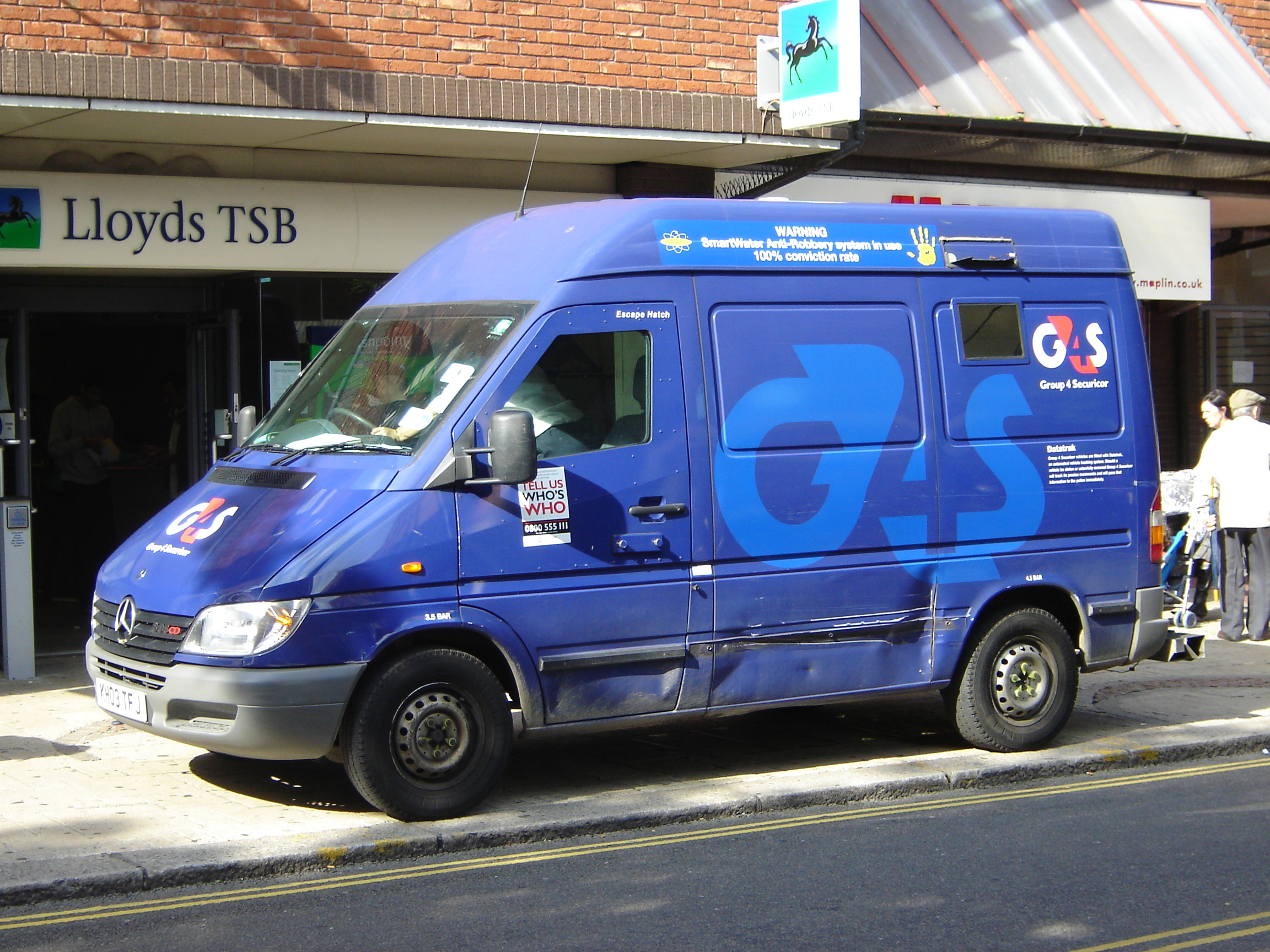
G4Sの車両

G4Sは、イギリスに本社を置く警備会社である。125か国に従業員65万7000人を擁する世界最大の警備保障会社であり、売上は年間1兆円を超える。日本法人はG4S Secure Solutions Japan株式会社。

## 沿革
その沿革のはじめは1901年にデンマーク・コペンハーゲンで創業された警備会社のKjøbenhavn Frederiksberg Nattevagtであり、同社は1930年に社名をファルク（Falck）とした。2000年にイギリスの総合警備会社グループ4と合併してグループ4ファルク（Group 4 Falck）となる。2002年にはアメリカで2番目のシェアを持つ警備会社のThe Wackenhut Corporationを買収して事業を拡大、さらに2004年にはイギリスの最大手であった警備会社セキュリコー（Securicor）と合併することで現在の社名「Group 4 Securicor（G4S）」となった。
2008年には競合の民間軍事会社であったアーマー・グループを吸収合併。2012年のロンドンオリンピックでは会場警備を担当した。
2021年4月、アメリカのアライド・ユニバーサルによる買収を受けその傘下となった。
現在の売り上げは、民間企業および富裕層向けの警備事業が78パーセントを占める。G4Sの活動はパレスチナのイスラエル占領地やアメリカ軍撤退後のイラクなど、低強度紛争地域における警備サービスでも知られている。

## 日本法人
日本法人「G4S Secure Solutions Japan株式会社」は、2006年に設立、東京都福生市にオフィスを持ち、政府機関や在日米軍、港湾・空港施設や金融機関・物流企業・メーカーなど一般企業を顧客とする人的警備、施設管理、セキュリティシステム、防犯システムの提供、また大規模なスポーツイベント警備に関するソリューションを提供している